# Kurów Wielki
Kurów Wielki (niem. Großkauer) – wieś (do 31 grudnia 2002 przysiółek) w Polsce w województwie dolnośląskim, w powiecie polkowickim, w gminie Gaworzyce, położona 16 km na zachód od Głogowa.

## Historia
Pierwsza wzmianka o miejscowości pochodzi z XIII wieku - z roku 1266. Wymieniony jest jej właściciel Jan z Kurowa - rycerz Konrada I głogowskiego.

## Zabytki
Do wojewódzkiego rejestru zabytków wpisane są:
- kościół parafialny św. Jana Chrzciciela, gotycki z XV–XIX w. Wewnątrz renesansowa chrzcielnica z roku 1607, zawierająca herby i cyfry tworzące datę, od lewej, von: (1)  Kittliz (fundatora) i Nimptsch, (6) Hertel i Luck, ( 0) Pliessen i Pentzig, (7)  Kottwitz i Rechenberg u podnóża. Również na emporze organowej osiem herbów, od lewej, von: 1. Kittlitz, 2. Lest, 3. Nimptsch, 4. Abschatz, 5. Glaubitz, 6. Rechenberg, 7.  Los, 8. Braun[5][6]. W tym stylu wzniesiono również wieżę datowana na 1497 rok. W ścianę kościoła, jak i w mur okalający kościół i cmentarz wmurowane są płyty nagrobne i epitafia z XVI i XVII wieku.
- cmentarz, przy kościele

inne zabytki:
- klasycystyczna plebania z przełomu XVIII i XIX wieku.

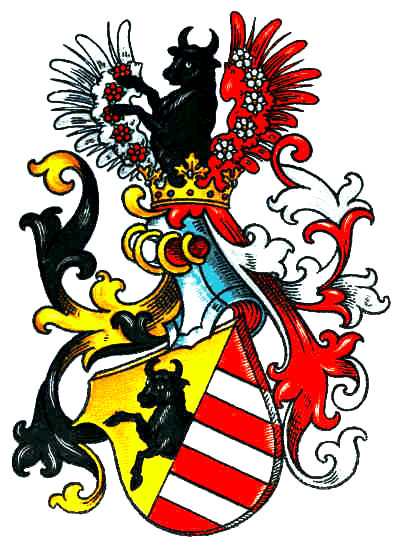
Kittlitz
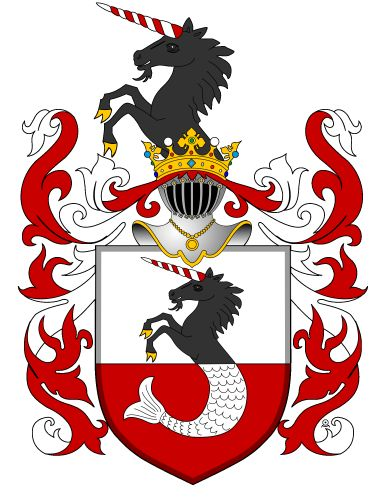
Nimptsch
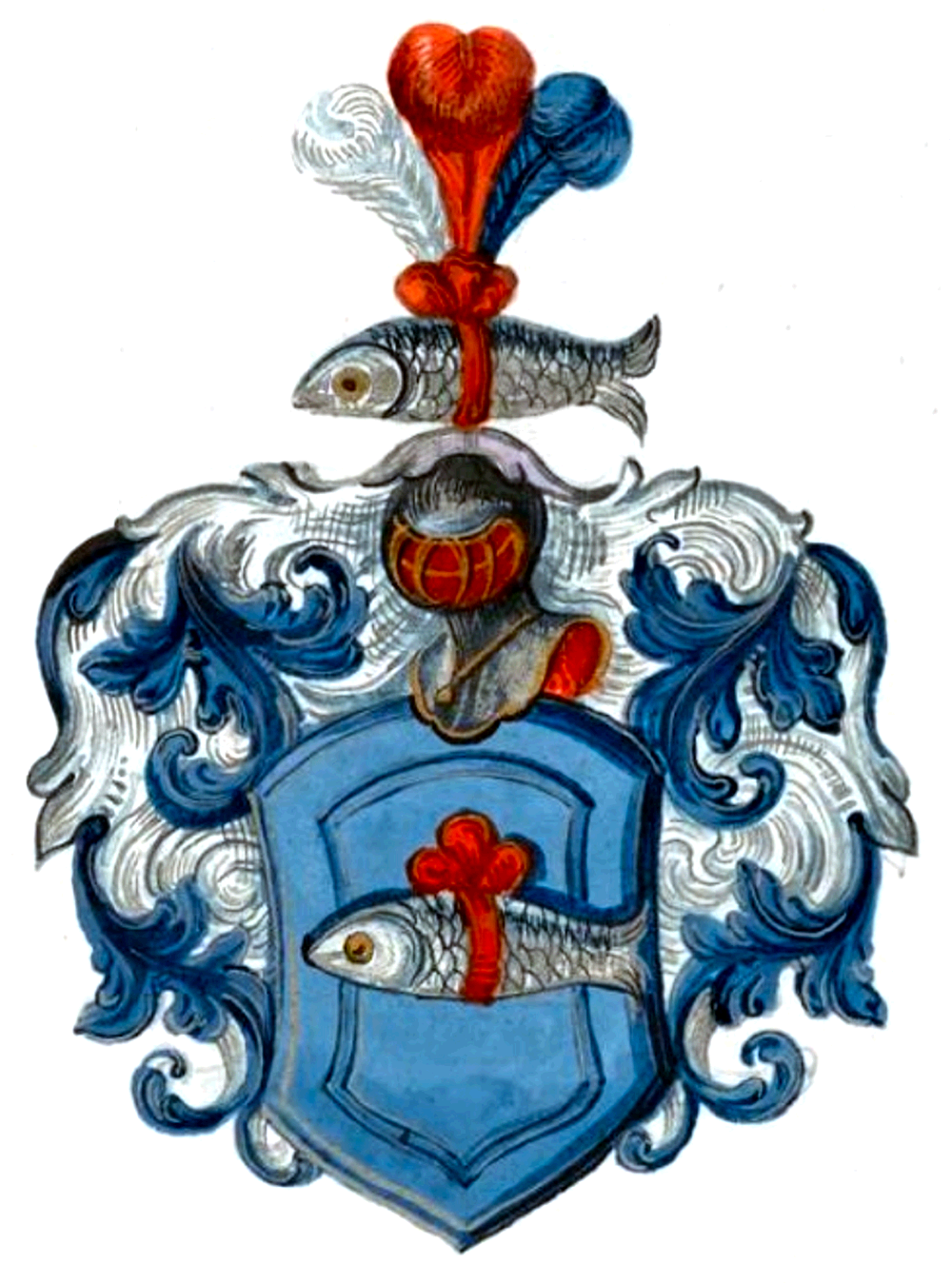
von Glaubitz
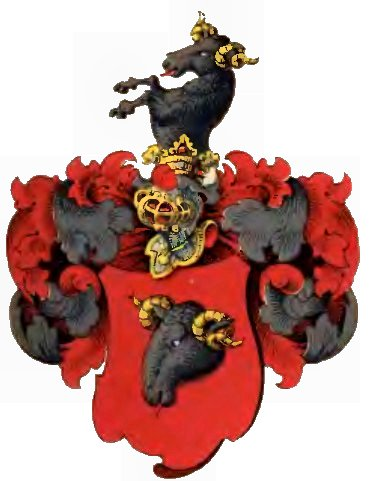
von Rechenberg